# Kingaroy
Kingaroy /kɪŋəˈrɔɪ/ là một thị xã nông thôn nằm ở Khu vực South Burnett miền đông nam Queensland, Úc. Thị xã nằm tại giao điểm của Xa lộ D'Aguilar và Xa lộ Bunya, một địa điểm cách thành phố Brisbane, thủ phủ tiểu bang, chừng 210 km về phía đông bắc (hai tiếng rưỡi lái xe). Kết quả điều tra dân số năm 2011 cho biết Kingaroy có số dân khoảng 9.586 người.
Sở hữu nhà máy chế biến đậu phộng lớn nhất cả nước cùng nhiều tháp xilô đậu phộng nằm rải rác trong ở vùng ven nội thị nên thị xã còn được mệnh danh là "Kinh đô Đậu phộng của Úc". Ngài Joh Bjelke-Petersen, cựu thủ hiến bang Queensland từng sinh ra và lớn lên tại đây.

## Tên gọi
Tên gọi Kingaroy được cho là bắt nguồn từ tiếng thổ dân Wakka Wakka, có nghĩa là 'kiến đỏ'. Câu lạc bộ Bóng bầu dục của thị xã vì thế có biệt danh là đội 'Kiến Đỏ', thậm chí biểu trưng cũ của đội còn có hình một chú kiến. Quyển 'A Wakka Wakka Word List' (danh mục từ vựng Wakka Wakka) giải thích như sau: "... bắt nguồn từ 'king', một loại kiến nhỏ màu đen, và 'dhu'roi', có nghĩa là đói bụng. Khi Hector Munro đến khảo sát vùng đồng cỏ nơi này để tìm nơi chăn thả gia súc, ông và người thổ dân giúp việc đi cùng nhìn thấy rất nhiều kiến ngay tại nơi dựng trại. Người thổ dân đã gợi ý ông đặt tên vùng đất theo loài kiến đặc trưng này.". Không những thế, Munro còn cân nhắc nhiều từ Wakka Wakka chỉ các loài kiến khác nhau để đặt tên cho nhiều thị trấn khác trong vùng, như Taabinga (dha' be'ngga) and Mondure (mon'dhur).

## Lịch sử

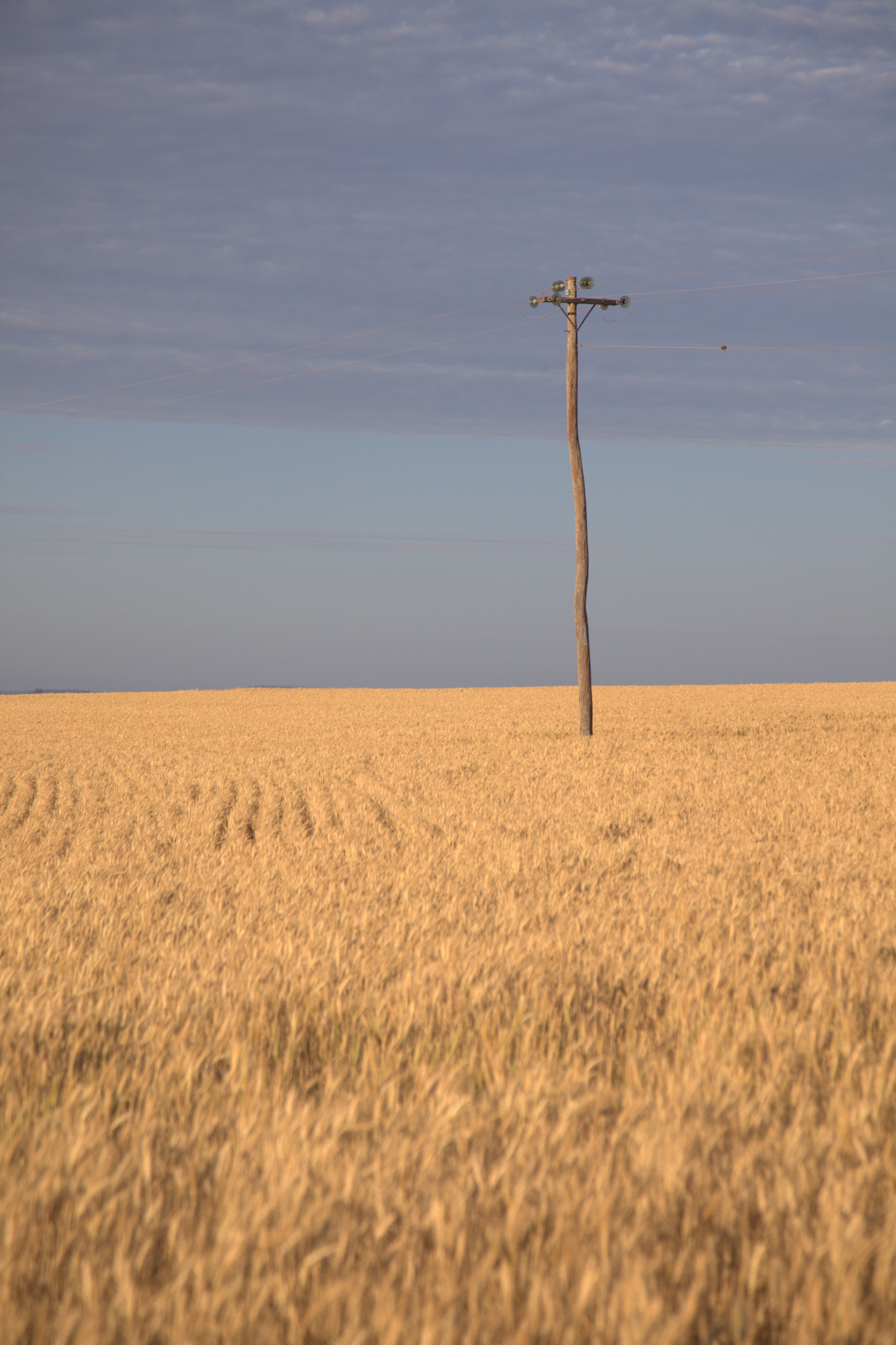
Đồng lúa mì ở ngoại thành Kingaroy

Người di cư bắt đầu có mặt tại vùng lân cận Kingaroy khoảng năm 1843 với việc nhà thám hiểm Henry Stuart Russell đến khai hoang, lập trang trại ở thôn Burrandowan (phía tây Kingaroy hiện nay). Tuy nhiên, mãi cho đến thập niên 1850, người ta mới bắt đầu chú ý nhiều đến vùng, khi người nông dân Simon Scott đến từ Taromeo (nay là Blackbutt) và anh em nhà Haly đến từ Taabinga mang những đàn cừu đầu tiên đến đồng cỏ trong vùng để chăn nuôi với quy mô lớn.
Khoảng năm 1878 trong vùng có anh em nhà Markwell sở hữu nhiều ruộng đất rộng lớn. Khi đất khai hoang được hợp thức hóa theo Đạo luật 1868 của chính quyền thuộc địa, nhà Markwell đã khai khẩn thêm hai thửa đất đồng cỏ liền kề nhau, đặt tên là Cánh đồng Kingaroy (Kingaroy Paddock) nằm trên đất Kingaroy ngày nay. Một góc của cánh đồng ngày xưa hiện nằm trên đường Haly Street, một trục đường lớn trong thị xã. Tên đường cũng đặt theo họ của hai anh em nhà Haly sống ở làng Taabinga, cách Kingaroy ngày nay khoảng 12 km về phía tây nam.
Với những cánh đồng trù phú cùng khí hậu ôn hòa, dễ chịu, Taabinga nhanh chóng vươn mình thành một thị trấn nhỏ sung túc. Tuy nhiên, đến năm 1904, việc khai trương tuyến đường sắt đến Kingaroy đã làm bùng lên làn sóng phát triển kinh tế và nhập cư trong vùng. Khi Kingaroy dần phất lên cũng là lúc Taabinga nhanh chóng suy tàn, và đến cuối Chiến tranh thế giới thứ nhất, nơi này chỉ còn là một thị trấn ma. Những gì còn sót lại ở đây là ngôi Biệt thự Taabinga (Taabinga Homestead) cùng một vài nhà xưởng nông trại đổ nát. Khu dân cư đối diện Sân bay Kingaroy hiện nay cũng có tên là "Làng Taabinga", nhưng nơi này không phải là ngôi làng ban đầu.
Tòa nhà Bưu điện Kingaroy được khởi công xây dựng và khánh thành năm 1902 (một bưu cục nhỏ hơn đã hoạt động từ năm 1895). Khi nhà ga xe lửa Kingaroy mở cửa và đi vào hoạt động năm 1905, bưu điện được đổi tên thành Taabinga Village. Sau đó, năm 1907, công trình lại mang tên Kingaroy như cũ. Năm 1929, chi cục Taabinga Village chính thức đóng cửa.

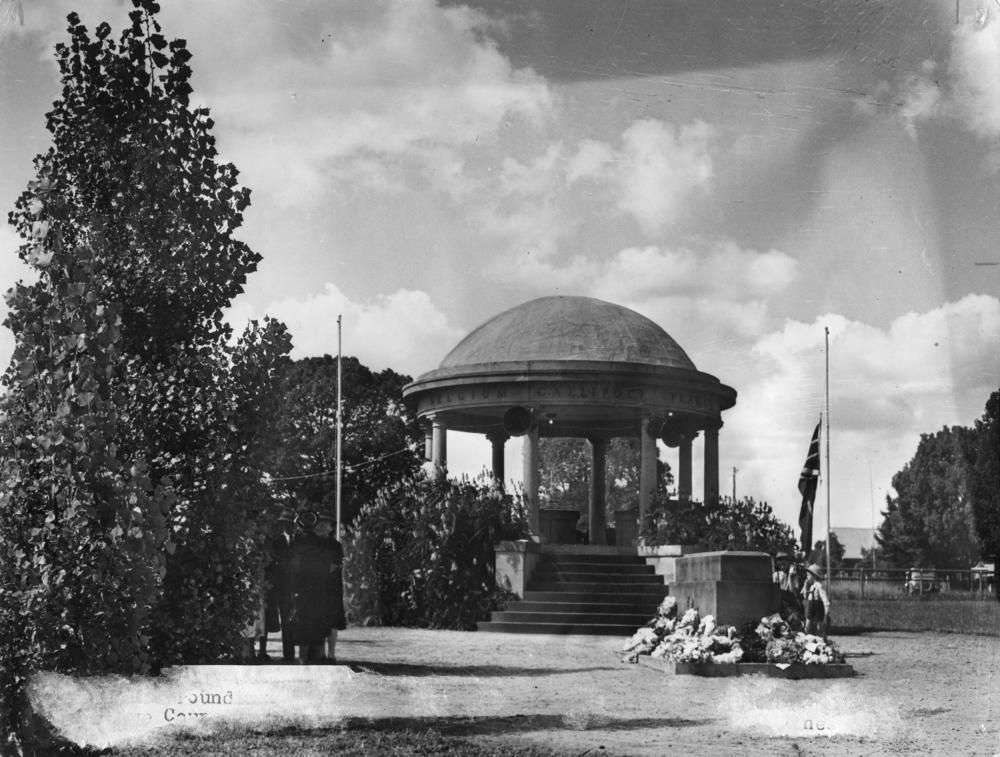
Nhà bia tưởng niệm chiến sĩ Kingaroy. Ảnh chụp năm 1950

Nhà bia tưởng niệm Chiến sĩ Kingaroy được khởi công xây dựng ngày 25 tháng 4 năm 1922 (nhằm ngày ANZAC Day), với sự chủ trì của Đại tá Norman Booth, Chủ tịch Liên đoàn Hội cựu chiến binh Úc (RSL). Công trình được Thị trưởng Thomas William Glasgow cắt băng khánh thành năm 1932.
Trong suốt giai đoạn Chiến tranh thế giới thứ hai, các sư đoàn Không lực Hoàng gia Úc thường xuyên hoạt động và huấn luyện tại vùng này, bắt đầu từ khoảng năm 1942. Lúc bấy giờ có ít nhất 8 phi đội đồn trú tại Phi cảng quân sự  Kingaroy, gồm các phi đội 1, 4, 5, 6, 15, 75, 92 and 93 cùng với Trường Huấn luyện tân binh số 3. Những thể loại máy bay quân đội sử dụng bao gồm: Avro Anson, CAC Wirraway, DAP Beaufort, DH Mosquito, Curtiss P-40E Kittyhawk và Bristol Beaufighter. Bưu cục Quân đội Kingaroy cũng hoạt động trong khoảng tháng 8 năm 1942 đến tháng 2 năm 1946.
Năm 2004, chính quyền người dân thị xã long trọng kỷ niệm 100 năm thành lập.
Vào giữa đợt hạn hán kéo dài cuối thập niên vừa qua, Kingaroy trở thành vùng đầu tiên tại Úc được xếp ở mức 7, mức cao nhất trong số 7 cấp độ trong thang điểm Hạn chế sử dụng nước sinh hoạt.
Dân số thị xã tăng nhanh chóng trong nhiều năm trở lại đây. Theo kết quả điều tra dân số năm 2006, tổng dân số toàn thị xã đạt 7.620 người, tăng gần 500 người so với năm 2001 (đạt 7.147 người).

## Công trình xếp hạng
Kingaroy có nhiều công trình cổ được xếp hạng di tích, bao gồm:
- Nhà thời Thánh Michael và Các Thiên thần Kingaroy: số 2-6 Alford Street[13]
- Carroll Cottage: số 6 Edward Street:[14]
- Văn phòng huyện Kingaroy (cũ): Haly Street[15]
- Tháp xilô Đậu phộng Kingaroy: số 117-131 Haly Street[16]
- Biệt thự nông trại Burrandowan (Burrandowan Station Homestead): Kingaroy Road[17]
- Biệt thự Taabinga (Taabinga Homestead): số 7 Old Taabinga Road[18]
- Wylarah: South Burrandowan Road[19]
- Nhà máy Bơ Kingaroy cũ: số 67 William Street[20]

## Danh thắng và dịch vụ
Là thủ phủ và là đô thị lớn nhất Khu vực South Burnett, Kingaroy đóng vai trò là trung tâm thương mại, dịch vụ và sản xuất công nghiệp của toàn vùng. Hệ thống thương mại-dịch vụ phát triển khá đồng bộ, với nhiều khách sạn, nhà nghỉ, bãi đỗ xe caravan, cùng rất nhiều nhà hàng, quá ăn và cửa hàng xăng dầu (trong đó có nhiều cây xăng hoạt động 24/24). Khác với nhiều thị xã nhỏ lân cận, Kingaroy lại có cả một trung tâm thương mại với các siêu thị lớn như Woolworths, Big W và nhiều cửa hàng buôn bán đa dạng. Ngoài ra, thị xã còn có cả một sân bay thương mại cách trung tâm chỉ vài cây số và nhiều tuyến xe khách liên vùng.
Tuy mang vóc dáng của một đô thị tiềm năng nhưng Kingaroy vẫn mang đặc trưng cốt lõi của vùng nông thôn hiền hòa, yên tĩnh. Khí hậu mát mẻ quanh năm, độ ẩm không khí thấp và được bao bao quanh bởi nhiều đồi núi thấp xen lẫn đồng ruộng đẹp như tranh vẽ. Chẳng hạn, gần phía đông bắc thị xã có Núi Booie, nơi có nhiều ruộng nho và xưởng rượu vang có tiếng. Xa hơn nữa về phía tây nam khoảng 55 km là dãy núi Bunya. Vị trí thuận lợi cùng cảnh quan thiên nhiên tuyệt đẹp biến nơi đây trở thành một điểm đến lý tưởng cho các hoạt động du lịch dã ngoại và thám hiểm rừng rậm.
Ngay chính giữa trung tâm đô thị là tháp xilô của công ty Đậu phộng Úc, đây là một điểm nhấn không chính thức của thị xã. Đối diện với cụm tháp này là Trung tâm Thông tin, Nghệ thuật và Di sản bao gồm Nhà triển lãm Nghệ thuật Kingaroy, Trung tâm Thông tin Du lịch, Bảo tàng Di sản và một khu triển lãm các ngành nghề công nghiệp địa phương ở ngoài trời. Nhiều tòa nhà cổ cũng tọa lạc tại nơi này như: Nhà Carroll (Carroll's Cottage) (công trình đầu tiên xây dựng tại Kingaroy), Khách sạn Carrollee và Văn phòng Hội đồng vùng Kingaroy cũ (xây dựng năm 1913).

## Khí hậu
Kingaroy nằm trong đới khí hậu cận nhiệt đới ẩm với mùa hè ấm nóng và mùa đông mát mẻ. Nhiệt độ cao nhất trong ngày dao động từ 18 °C đến 30 °C. Nhiệt độ cao nhất từng ghi nhận tại đây đạt mức 41 °C vào tháng 1 năm 1994 và tháng 1 năm 2014, trong khi nhiệt độ thấp nhất đạt -6,7 °C vào tháng 7 năm 1961. Kingaroy nằm trên cao nguyên cùng với nhiều đồi núi bao quanh khiến cho nơi này có mùa đông lạnh giá nhất cả tiểu bang, với trung bình 14,3 lần nhiệt độ tụt dưới ngưỡng 0 độ. Lượng mưa trung bình hàng năm tương đối cao, đạt mức 779,1 mm, và phần lớn mưa xuất hiện trong mùa hè. Mưa tuyết có xảy ra nhưng rất hiếm. và có tuyết rơi nhẹ vào tháng 7 năm 1959. Ngày 27 tháng 1 năm 2013, cơn mưa to kỷ lục do ảnh hưởng hoàn lưu Bão Nhiệt đới Oswald đã gây ngập úng cục bộ trong thị xã. Vũ lượng đo được lên tới 230 mm.
Trước đây, Kingaroy có một trạm khí tượng nằm ở đường Prince Street gần trung tâm thị xã, có nhiệm vụ đo đạc lượng mưa từ năm 1905 và nhiệt độ trong vùng từ năm 1947. Khi một trạm quan trắc mới, hiện đại gần sân bay đi vào hoạt động năm 2000, trạm này bị đóng cửa.

## Sản xuất

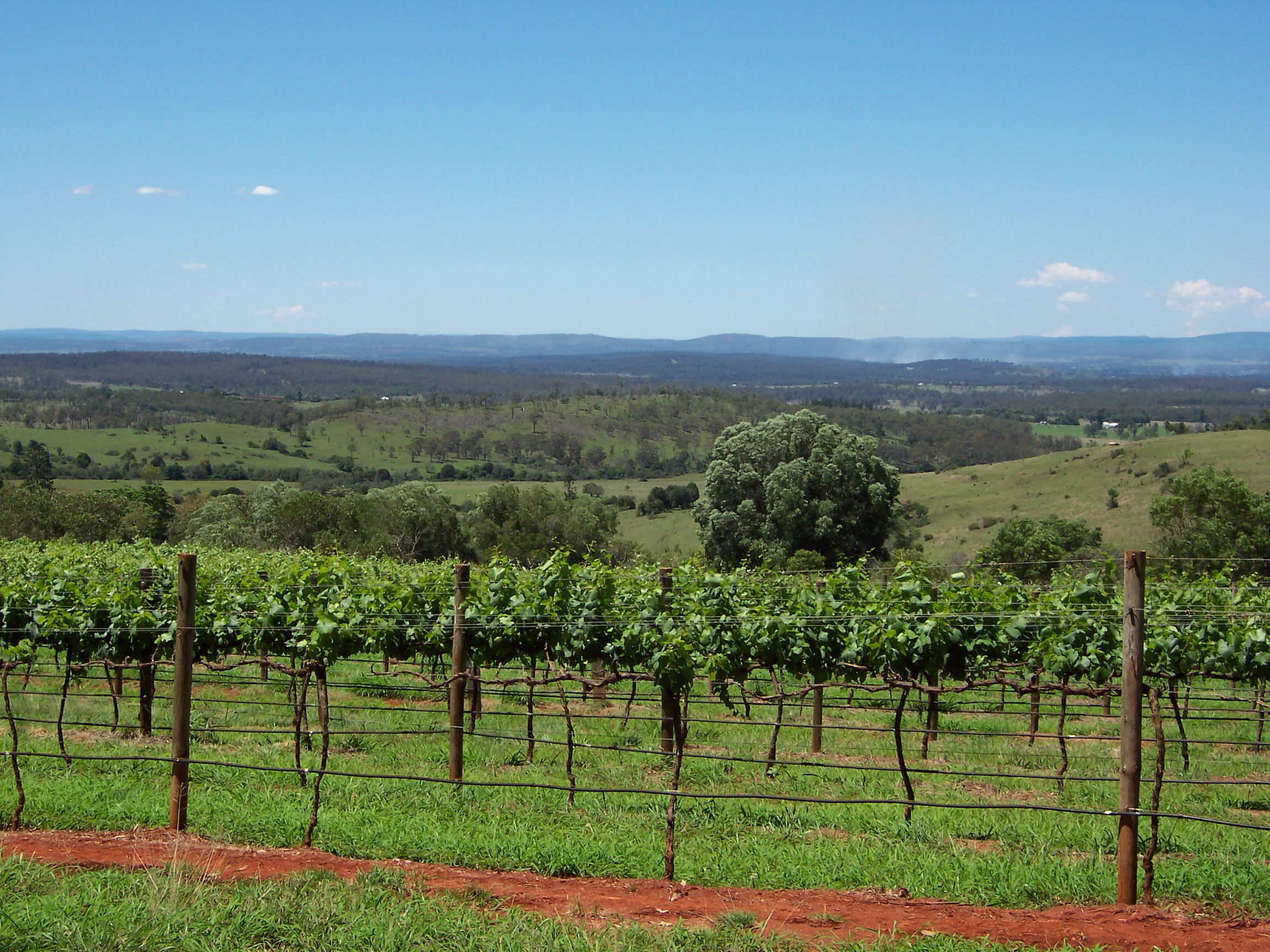
Thổ nhưỡng Kingaroy có đặc trưng là đất đỏ bazan giàu dinh dưỡng. Gần đây trong vùng đã phát triển nhiều ruộng nho bạt ngàn, mang lại nguồn thu đáng kể từ du lịch.

Kingaroy từ trước đến nay là trung tâm của ngành gieo trồng và sản xuất đậu phộng và đậu navy (một loại đậu tây), nhưng từ đầu những năm 1990 trở lại đây, ngành rượu vang bắt đầu phát triển, biến Kingaroy thành một trung tâm sản xuất rượu lớn và có tiếng trên toàn Khu vực South Burnett (các trung tâm khác là Murgon, Redgate và Moffatdal cách Kingaroy 55 km về phía bắc). Khách đến đây có thể dễ dàng nhìn thấy nhiều lò rượu nằm rải rác ngay vùng rìa của thị xã. Một nhà máy bia rượu cũng đi vào hoạt động năm 2001, Nhà máy Booie Range, trở thành nhà máy bia rượu thứ ba của tiểu bang.
Hạn hán và thay đổi bất thường của khí hậu khiến việc sản xuất đậu phộng trong vùng trở nên ngày càng khó khăn, và một số nông dân trong vùng bắt đầu chuyển đổi cơ cấu cây trồng sang các giống cây khác, như nho là một ví dụ. Đất đỏ bazan màu mỡ, khí hậu khô nóng vào mùa hè và lạnh vào mùa đông cũng là điều kiện lý tưởng cho các giống nho làm rượu vang. Nhờ đó, càng loạt các vườn nho bắt đầu mọc lên như nấm và nhiều vườn nho thơ mộng đã trở thành điểm đến du lịch mới lạ cho toàn vùng South Burnett. Vườn nho không chỉ tô điểm cho cảnh quan của vùng mà còn giúp tăng nguồn thu không nhỏ cho nền kinh tế địa phương.
Bên cạnh nho, đậu phộng và đậu navy, ngành nông nghiệp Kingaroy cũng cho ra đời nhiều sản phẩm khác như: cao lương, lúa mì, ngô, hướng dương, cam, chanh và cây duboisia, một giống cây dùng sản xuất dược liệu
Trong vòng hơn 10 năm trở lại đây, Công ty Nông lâm trường Hardwood (Hardwood Forestry Plantations) là liên doanh của nhiều nông dân trong vùng và chính quyền tiểu bang, đã trở thành doanh nghiệp lớn nhất, chi phối gần như mọi hoạt động sản xuất nông lâm nghiệp trong vùng. Hiện nay, sản xuất nông lâm sản đã được quy hoạch làm một ngành mũi nhọn, không chỉ đem lại nguồn thu ngân sách lớn cho địa phương, mà còn giúp giải quyết nhu cầu việc làm cho người dân trong vùng.

## Văn hóa thể thao
Người dân vùng Kingaroy thường xuyên duy trì đời sống văn hóa, thể dục thể thao sôi nổi. Trên toàn thị xã có một nhà triển lãm nghệ thuật, nhiều cơ sở thủ công mỹ nghệ cùng nhiều công viên cây xanh tươi đẹp. Đây cũng là quê nhà của nhiều vận động viên nổi tiếng như các cầu thủ Chris Sandow, Chris McQueen, Berrick Barnes (bóng bầu dục), Matthew Hayden và Holly Ferling (khúc côn cầu). Có hai điểm ngắm thành phố từ trên cao, một trên đỉnh núi Wooroolin và Công viên Apex Park trên Fisher Street. Ngoài ra trong thị xã còn có một sân golf, một câu lạc bộ khúc côn cầu, một câu lạc bộ bi sắt và một câu lạc bộ quần vợt. Có tám sân quần vợt lát cỏ và một sân tập tennis. Câu lạc bộ quần vợt tổ chức thi đấu định kỳ vào tối thứ năm hàng tuần cùng nhiều sự kiện giao lưu thi đấu trong suốt tuần. Chi hội Cựu chiến binh Úc thị xã thường xuyên tổ chức các hoạt động ca nhạc, giải trí được tổ chức thường xuyên tại trung tâm sinh hoạt của hội cũng như tại Tòa thị chính và nhiều câu lạc bộ đêm ở trung tâm thị xã. Có khoảng cửa hàng rượu hoạt động trong thị xã. Bên cạnh đó, ở đây cũng có một đường đua xe hạng trung.
Kingaroy là nơi có truyền thống thể thao đồng đội lớn tại Úc.  Bóng bầu dục Rugby League không chỉ thu hút số người chơi và theo dõi đông đảo nhất mà còn ăn sâu vào đời sống tinh thần của cư dân trên toàn miền Wide Bay-Burnett.  Kingaroy có một đội bóng bầu dục (rugby league) đại diện cho địa phương đi thi đấu trên toàn Khu vực, có tên là đội Kiến Đỏ Kingaroy (Kingaroy Red Ants). Bên cạnh đó còn có hai đội Bóng đá là Gunners và Wests thi đấu với các thị trấn lân cận. Về Rugby Union, Kingaroy có đội South Burnett Thrashers hiện thi đấu ở giải hạng B khu vực Darling Downs. Năm 2013, thị xã tiếp tục đưa một đội bóng đá Úc (AFL) là South Burnett Saints tham gia tranh tài tại giải AFL trên toàn vùng Darling Downs. Đội này đóng quân tại sân Lyle Vidler Oval tại Kingaroy. Trước đó, Kingaroy từng có hai đội tuyển AFL tham gia các vòng loại AFL ở vùng Darling Downs, gồm đội trẻ và đội chính quy; trong đó, đội chính quy mang tên Kingaroy Bulldogs đã thống lĩnh mùa giải từ thập niên 80 đến tận năm 2006 mới giải nghệ. Đội trẻ hơn cũng thi đấu đến tận năm 2009 mới thôi.
Thị xã là cái nôi của nhiều lễ hội văn hóa lớn của vùng, bao gồm: Lễ hội Rượu và Ẩm thực trong Công viên (Wine and Food In The Park Festival) (ngày thứ bảy thứ hai của tháng 3); Giải Đạp xe đường mòn Kingaroy (Kingaroy Trail Ride) tổ chức kể từ năm 2009 tại tuyến đường mòn "Minmore" dài 36 km; Kingaroy Show (tháng 5); Cuộc đua Dã ngoại Burrandowan (Burrandowan Picnic Races) (tổ chức tại làng Burrandowan ở gần thị xã, tháng 5); giải thi đấu robot bay UAV Outback Challenge (tháng 9 cách năm) và Diễu hành Carnival Giáng sinh (tháng 12).

## Cư dân nổi tiếng
Nhiều người nổi tiếng tại Úc đã từng sinh ra và lớn lên ở Kingaroy.
- Charles Adermann, nguyên bộ trưởng Nông nghiệp Úc trong Nội các Robert Menzies
- Matt Ballin, Cầu thủ Bóng bầu dục Rugby League Úc (lớn lên tại Kingaroy)
- Berrick Barnes, Cầu thủ rugby union Úc
- Ngài Joh Bjelke-Petersen, cựu Thủ hiến bang Queensland
- Flo Bjelke-Petersen, nguyên thượng nghị sĩ liên bang
- Dave Brown, cầu thủ bóng bầu dục Rugly League
- Holly Ferling, vận động viên khúc côn cầu
- Deb Frecklington, Thứ tưởng Tài chính, Hành chính và Cải cách tư pháp của bang, dân biểu tiểu bang đại diện Nanango
- Matthew Hayden, vận động viên khúc côn cầu
- David Jull, dân biểu Tự do kỳ cựu, đại diện khu vực Bowman, bang Queensland từ năm 1975 đến 1983 và khu vực Fadden từ 1984 đến 2007.
- Karl Learmont, ca sĩ trong nhóm ca Angelspit, đã sống nhiều năm thời niên thiếu ở Kingaroy.
- Ian Macfarlane, Bộ trưởng Nội các Úc
- Carl Rackemann, vận động viên khúc côn cầu
- Chris Sandow, cầu thủ Rugby League
- Esikeli Tonga, cầu thủ đội Titan
- Willie Tonga, cầu thủ khúc côn cầu
- Warren Truss, Phó thủ tướng Úc